# 郝仲青

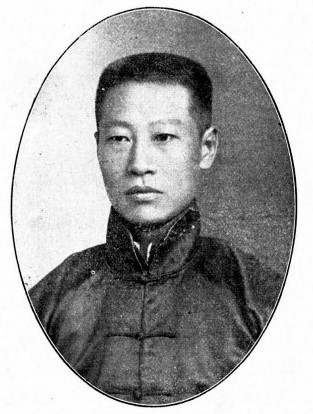
郝仲青

郝仲青（1879年—1957年9月），名濯，以字行，祖籍直隶霸县，中国近代教育家。
郝仲青于21岁时中秀才，于1907年自保定高等师范学堂毕业后任教于保定崇实中学。后由陈幼云介绍加入同盟会，并创办了育德中学。1909年出任育德中学监督，并当选直隶省同盟会主盟人。1912年，任同盟会燕支部组织员、顺直临时省议会议员。次年，又当选中华民国第一届国会参议员。此后，先后任教于陕西省省立第一中学、育德中学。1916年恢复国会后，继续任参议员。1917年前往广州参加护法运动，并当选护法国会参议员。1921年回到保定后，再度出任育德中学校长。1922年国会二度恢复时，又任参议员。抗日战争爆发后，率学校师生西迁，建立国立第一中学分校。抗战结束后，随学校回保定复校。1947年，出任河北省议会副议长。
中华人民共和国成立后，育德中学停办，北京市将大中中学改为育德中学，郝仲青出任校长。1952年，学校又更名为北京市第二十二中学，他继续担任校长一职。此外，他还曾当选河北省政协委员。1957年9月逝世，终年78岁。